# Bataille de Sauchieburn
La bataille de Sauchieburn oppose le 11 juin 1488, près de Stirling, en Écosse le roi Jacques III d'Écosse à un groupe de nobles conduits par Alexandre Home, combattant au nom du fils aîné du roi, Jacques, duc de Rothesay.
Vaincu par les rebelles, le roi est tué peu après la bataille, dans des conditions tout à fait obscures. Son fils lui succède sous le nom de Jacques IV.

## Contexte

### La rébellion noble de 1487-1488
Jacques III (1451-1488), régnant depuis 1460, a été confronté à plusieurs reprises à l'opposition de la noblesse, due à la place qu'il accorde à certaines familles. 
Une nouvelle ligue est formée en 1487. Les rebelles choisissent comme figure de proue le prince héritier Jacques, né en 1473, qu'ils prennent en otage 

### Les opérations de mai 1488
Jacques III est désormais déterminé à retrouver la garde de son fils. 
Cependant il brisa sa promesse de négocier ; au lieu de cela il se dirigea vers le sud d'Édimbourg avec ses forces. Cette trahison de son serment lui fit perdre nombre de ses soutiens, comme Huntly, Erroll, Marishal et Glamis ; ces derniers adoptèrent alors une position neutre dans le conflit.[pas clair]
En mai 1488, Jacques franchit la rivière pour utiliser Blackness comme une base, alors que le prince se trouvait à Linlithgow. Les efforts du roi pour atteindre le prince furent par la suite défaits et il fut obligé de s'enfuir.[pas clair]
Le 16 mai, le roi est de retour à Edimbourg. Il distribue de l'argent afin d'accroître le nombre de ses soutiens, notamment son oncle, John Stuart. 

## La bataille

### Mouvements préalables (début juin)
Au début de juin, les rebelles sont géographiquement divisés, certains se trouvent à Stirling, d'autres à Linlithgow. 
Jacques III fait mouvement vers Fife, puis vers Stirling, où, le 10 juin, il bat les rebelles par surprise, les repoussant vers le sud. 

### La rencontre du 11 juin
Le 11 juin, Jacques attaque les rebelles chassés de Stirling et leurs renforts de Linlithgow. 
Il a apporté avec lui l'épée de Robert Bruce. John Ireland entend la confession du roi. 
La bataille commença ensuite et c'est une défaite pour les royalistes. 

### La mort du roi
De nombreuses rumeurs nombreuses ont affirmé que Jacques III avait été assassiné à Milltown, près de Bannockburn, peu après la bataille. 
Aucune preuve contemporaine n'a pu confirmer ces rumeurs, ni que le roi avait fui le champ de bataille ou que son assassin s'était déguisé en prêtre pour l'approcher.
Certains ont affirmé que le roi a tenté de s'enfuir à cheval, et que sa monture l'a fait tomber et qu'il a ensuite été achevé par des soldats rebelles.

## Suites
Le prince Jacques monte sur le trône sous le nom de Jacques IV. Pendant tout son règne, il porte une lourde chaîne de fer autour de sa poitrine, afin de se rappeler sa responsabilité dans la mort de son père.